# Мухарський Антін Дмитрович
Анті́н (офіц. Анто́н) Дми́трович Муха́рський, також відомий під сценічним ім'ям О́рест Лю́тий (14 листопада 1968, Київ) — український актор, телеведучий, співак та поет-пісняр, деякий час був радником міністра культури України. Засновник мистецької платформи «Український культурний фронт». Найбільшу популярність здобув як автор та виконавець пародійних пісень у складі створеного ним (в 2012 році) ансамблю «Сталін унд Гітлер капут». Син Дмитра Мухарського.

## Життєпис
Народився в місті Києві 14 листопада 1968 року у родині українського актора та співака Дмитра Олесандровича Мухарського. У 1992—1993 роках викладав уроки з історії культури у 109-й гімназії ім. Шевченка, в Києві. У 1987—1988 рр. служив в армії. У 1992 р. закінчив Київський театральний інститут ім. Карпенка-Карого за фахом «актор театру та кіно». Дванадцять років працював актором у Національному театрі російської драми ім. Лесі Українки. Зіграв близько 20 головних ролей.
2008 — заснував галерею незалежного мистецтва «Antin's collections», яка стала відома масштабними проєктами «Жлоб-Арт», «Сільський гламур» (колекція українського кітчевого живопису 30 — 60-х років ХХ століття), Велика українська мультиплікація «Все що залишилось».
2009 — заснував Союз Вольних Художників (СВХ) «Воля або смерть», до складу якого увійшли художники Іван Семесюк, Олекса Манн, Андрій Єрмоленко, Сергій Коляда, Ніна Мурашкіна, Сергій Хохол та інші.
У 2012 році створив проєкт «Лагідна українізація», в рамках якого створив вокально-інструментальний ансамбль «Сталін унд Гітлер капут». Зазначений ансамбль виконує пісні на музику популярних радянських пісень, а слова (в жанрі політичного памфлету та стьобу) пише Антін Мухарський, і він же є єдиним солістом ансамблю, виступає під ім'ям «професора антропології Ореста Лютого». Саме виступи в цьому ансамблі зробили ім'я Антіна Мухарського (Ореста Лютого) відомим та популярним в Україні. До теперішнього часу (2020 рік) ансамбль продовжує активно виступати.
22 червня 2014 перший з українських співаків виступив в зоні АТО.
У серпні 2019 року Ютуб канал Ореста Лютого за запитом Роскомнадзору було видалено. Над каналом працювали 7 років, на ньому було 86 тисяч підписників, понад сто мільйонів переглядів. Автор створив новий канал з назвою Люта українізація [Архівовано 21 грудня 2020 у Wayback Machine.].
У грудні 2019 у квартиру співака в місті Києві о 5.30 ранку виламавши двері зайшли співробітники поліції та без жодних пояснень провели обшуки. Через 3 місяці за запитом юристів поліція надала пояснення, що в ході розслідування певної справи в місті Кропивницькому поліція вийшла на слід людини, яка теоретично мешкала в цій квартирі. Але ця інформація виявилася хибною.

## Сценічні образи

### Орест Лютий
За задумом Антіна Мухарського, Орест Лютий  — радикальний співочий антрополог зі Стрия.
Цей персонаж народився 11 травня 2011 року в Одесі. Антін Мухарський був ведучим на дні народженні Сергія Ківалова. На святі було присутньо багато членів партії регіонів, дружина Віктора Януковича з дітьми, Голова Ради Міністрів АР Крим Василь Джарти та ін. Регіонал Володимир Олійник, який завжди спілкувався українською, виголосив промову, Антін до нього теж звернувся українською, він щось відповів, після Мухарський сказав: «Ну то давайте за українським звичаєм гукнемо „Будьмо гей“ три рази!»
«Будьмо гей…» озвалася публіка.
Далі Антін представив виступ Григорія Лєпса і пішов собі за лаштунки. Там до нього підбігла організаторка і в грубій, українофобській формі зробила зауваження, що той говорить українською. Увечері в готелі «Моцарт» у номері 12 було написано перші пісні з проєкту «Лагідна та сувора українізація» — «Вагони повнії москалів» (на мотив «Шаланди полниє кєфалі»), та «Ах Бандеро — український апостол» (на мотив «Ах Одєса — жємчужіна у моря») та ін.
Згодом автор записав пісні та виклав на YouTube. В родині почалися сварки, дружина та телеведуча Сніжана Єгорова не зрозуміла позиції чоловіка.

### Іпатій Лютий
У 2015—2016 роках було створено персонажа Іпатія Лютого — опозиційного російського журналіста, розшукуваного ФСБ та центром Є за 282 статтею КК РФ та Казанським ЖЕКом за несплату боргів, молодшого кузена Ореста Лютого.
Іпатій Лютий створив проєкт Українізація на експорт. Частиною цього проєкту стала книга «Сказки русского мира». Також було записано альбом «Злиє піндоси». Туди увійшли переспіви на культові російські пісні в стилі російської пропаганди.
У вересні 2016 року в інтерв'ю Роману Скрипіну Антін заявив, що команда проєкту розчарувалась у російських лібералах і вирішила вбити Іпатія Лютого.

## Літературний доробок

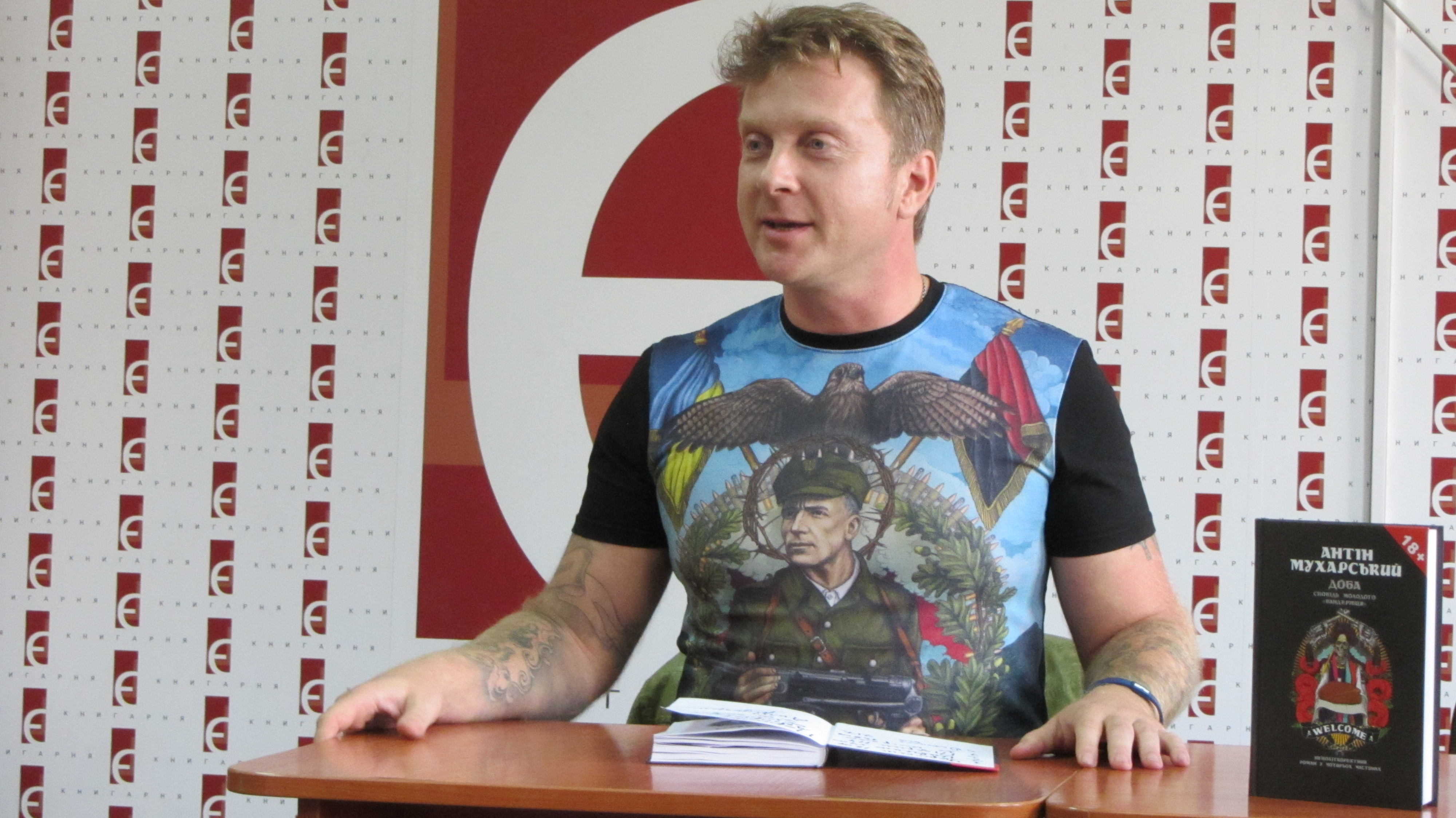
Презентація книги «Доба» на 19 Форумі видавців у Львові 15 вересня 2012-го

- 1995 (перше видання), 2012 (перевидання) — автобіографічний роман «Доба. Сповідь молодого бандерівця» (видавництво «Наш Формат»)
- 2002 — роман «Попса для еліти» (видавництво «КСД»)
- 2011 — мистецький каталог «Воля або смерть»
- 2013 — повість «Смерть малороса» (видавництво «Остання барикада»)
- 2013 — збірка повістей «Після злучення тварина сумна» (видавництво «Наш Формат»)
- 2013 — великий культурологічний альманах «Жлобологія» (видавництво «Наш Формат»)
- 2014 — великий історично-культурологічний альманах «Майдан. (Р)Еволюція духу» (видавництво «Наш Формат»)
- 2015 — роман "Розрив. Як я став «націонал-фашистом» (видавництво «Фоліо»), (Перевиданий 2020 року)
- 2015 — дитяча казка «Легенда про квітозавра» (видавництво «Фоліо») (ілюстрації Клауса Іванова)
- 2015 — збірник оповідань «Сказки русского мира» (видавництво «Фоліо»)
- 2016 — ілюстрований альманах «Сказкі руssкаго міра» (видавництво «Люта справа») (ілюстрації Івана Семесюка)
- 2016 — радикальна повість «Смерть малороса» (репринтне видання, видавництво «Люта справа»)
- 2016 — «Антисоветские повести и рассказы» (видавництво «Стеллар»)
- 2017 — альманах «Національна ідея модерної України» (видавництво «Український культурний фронт»)
- 2018 — автобіографічний роман «АЙ ЕМ НОТ РАША» (видавництво «Український культурний фронт»)
- 2019 — містична казка для дорослих та дітей «Кістяк з Чорнобиля» (видавництво «Український культурний фронт»)
- 2020 — кримінально-містична сага «Троєщинське Євангеліє» (видавництво «Український культурний фронт»)
- 2020  — «Карантин. Непристойні оповідки»
- 2021 — «Як перейти на українську» (Спільно з дружиною Єлизаветою Бєльською)
- 2023 — роман в оповідках «Русофоб»

## Музичний доробок

### Музичний доробок Антона Мухарського
- 2008 — альбом «Сільський гламур»
- 2014 — альбом «Мама-Анархія»
- 2018 — альбом «Рожеві вуса»

### Музичний доробок Іпатія Лютого
- 2016 — альбом «Злиє піндоси»

### Музичний доробок Ореста Лютого
- 2012 — альбом «А я не москаль»
- 2014 — альбом «Сувора українізація»
- 2019 — альбом «Росіян в Донбасє нєт»
- 2019 — альбом «Гібридні війни»

## Фільмографія

### Актор
- 1985 — «Чужий дзвінок» — Валерій Макаркін
- 1992 — «Тарас Шевченко. Заповіт»- Ігор Гудима
- 1995 — «Острів Любові» — лицар кохання
- 1997 — «Приятель небіжчика» — епізод
- 1999 — «День народження буржуя» — епізод
- 1999 — «Мийники автомобілів» — Ілля
- 1999 — «Школа скандала» — сер Бенджамен Бекбайт
- 2000 — «Чорна рада» — епізод
- 2001 — «Леді Бомж» — Зиновій Щеколдин (Зюня)
- 2002 — «Ледарі» — зірка футбола
- 2003 — «Леді Мер» — Зиновій Щеколдин (Зюня)
- 2004 — «12 стільців» — епізод
- 2005 — «Королева бензоколонки 2» — ?
- 2005 — «Навіжена» — Громов
- 2006 — «Утьосов. Пісня довжиною у життя» — Григорій Олександров
- 2008 — «Ґудзик» — ?
- 2009 — «Повернення блудного батька» — ?
- 2009 — «Зовсім інше життя» — Роберт, чоловік Ірини
- 2016 — «Співачка» — Гаррі Король
- 2017 — «Дружини на стежці війни» — Вадим, чоловік Аліси
- 2017 — «Обручка з рубіном» — Михайло
- 2017 — «Снайперша» — Андрій Андрєєв[16]

### Документальне кіно
- 2014 — автор та продюсер документального фільму «Майдан. Мистецтво спротиву»[17]

### Реклама
- Знявся в культовій рекламі прального порошку «Тайд»[en] («Ви ще не в білому? — Тоді ми йдемо до вас!»). За словами Антона, він отримав гарний гонорар та паковання самого порошку «Tide». Паковання без порошку актор зберігає і зараз.[18]

## Телебачення
Був режисером, автором та ведучим телевізійних програм «НЛО» (1999—2000 рр.), «Музичний кіоск» (2001 р.), «Бадьорого ранку» (2002—2003 рр.), «Шалений світ» (2004 р.), «Квадратний метр» (2006—2008 рр.) — на телеканалі «Інтер». Є автором, продюсером та ведучим культового проєкту Кабаре-шоу «Зелена лампа» та новорічної програми «Зелений вогник» на каналі ТВІ (2013 р.). У теперішній час — ведучий програми «Секретний фронт» на телеканалі «ICTV».

## Громадська позиція
- У червні 2018 записав відеозвернення на підтримку ув'язненого у Росії українського режисера Олега Сенцова[19]. Після його звільнення написав відкритий лист до нього «Хто ти — Олеже Сєнцов ?» де розкритикував його російськомовність. Олег Сенцов на лист не відповів.[20]

- У грудні 2018 Антін Мухарський на своїй сторінці у Фейсбуці заявив, що «Руслан Кошулинський — гарний кандидат на посаду Президента України»

- У листопаді 2019 висловив підтримку Марусі Звіробій та Софії Федині у справі яку на них відкрила ГПУ.[21] Написав вірш на їхню підтримку «Колише вітер тушки гопоти»[22]

## Особисте життя
- Від першої дружини має двох доньок Софію (1991) та Іванну (2006)[23].
- З 2006 по 2015 рік був у шлюбі з акторкою та телеведучою Сніжаною Єгоровою[24] (на розлучення пара подала ще у липні 2014 року[25]), мають трьох спільних дітей — доньку Орисю (2010) та двох синів, Андрія (2007) та Івана (2012).
- У 2017 році одружився з Єлизаветою Бєльською — мистецтвознавицею[26].

## Нагороди
- 1993 — Номінація премії «Київська пектораль» в категорії «Найкраща чоловіча роль другого плану» (Бертран, вистава «Коли кінь втрачає свідомість») — лауреатом став Василь Мазур
- 1996 — 49-й Единбурзький театральний фестиваль (Шотландія). Приз критики за роль Раскольникова у виставі «Вбийця»
- 1999 — Номінація премії «Київська пектораль» в категорії «Краща чоловіча роль» (Хлестаков, вистава «Ревізор») — лауреатом став Юрій Мажуга
- 2015 — Ювілейна медаль Українського фонду культури «За вірність заповітам Кобзаря»
- 2015 — Орден «Єдність та воля» Всеукраїнського об'єднання «Країна»